# Ulica św. Bronisławy w Krakowie
Ulica św. Bronisławy – ulica w Krakowie, w dzielnicy VII Zwierzyniec, na Zwierzyńcu, na osiedlu Salwator. Prowadzi łukowo stokiem Góry św. Bronisławy. 

## Historia
Istniała w XVII wieku jako polna droga prowadząca od klasztoru Norbertanek do kościoła Najświętszego Salwatora. W 1702 przedłużono ją do zbudowanej wtedy kaplicy bł. Bronisławy. Po zbudowaniu Kopca Kościszki (1820-1923), drogę przebudowano i utwardzono aby ułatwić dostęp na Kopiec.
W latach 1849–1855 została przebudowana przez wojsko austriackie, prowadziła wtedy przez szaniec na dzisiejszym Salwatorze do fortu „Kościuszko”. Austriacy zbudowali wówczas dwupoziomowe skrzyżowanie (Diabelski Most) nad drogą rokadową (obecną ul. Malczewskiego). W 1865 roku po południowej stronie drogi powstał zwierzyniecki cmentarz parafialny zwany obecnie Salwatorskim. Przed I wojną światową zlikwidowano szańce znajdujące się na miejscu dzisiejszych ulic Gontyna i Anczyca a na ich miejscu zbudowano w latach 1908-1911, osiedle willi dla urzędników i ulica otrzymała dzisiejszy kształt. Obecną nazwę nadano drodze w 1912 roku.
W 1932 roku, w związku z 200 rocznicą urodzin pierwszego prezydenta Stanów Zjednoczonych, postanowiono ją podzielić – zachodnią jej część, od osiedla Salwator do Kopca Kościuszki, nazwano Aleją Jerzego Waszyngtona. 

## Zabudowa
To głównie wille, secesyjne i modernistyczne z pierwszej połowy XX wieku. Początek ulicy to starsza zabudowa.
- ul. św. Bronisławy 2 (ul. Księcia Józefa 1) – dawna karczma, ok. 1850
- ul. św. Bronisławy 3 (ul. Królowej Jadwigi 4) – dawna kuźnia, 1890
- ul. św. Bronisławy 5–9 – kościół Najświętszego Salwatora i dawny cmentarz parafialny z grobowcem norbertanek i domem grabarza
- ul. św. Bronisławy 8 – kaplica św. Małgorzaty i św. Judyty oraz otaczający ją dawny cmentarz morowy (choleryczny). Obok kaplicy znajduje się pomnik Jana Pawła II
- ul. św. Bronisławy 11 – willa, proj. Roman Bandurski, 1910
- ul. św. Bronisławy 12 – secesyjna willa, proj. Roman Bandurski, 1911
- ul. św. Bronisławy 14 – willa, proj. Alfred Kramarski, 1910
- ul. św. Bronisławy 15 – willa, proj. Alfred Kramarski, Jan Wilczyński, 1913
- ul. św. Bronisławy 16 – willa, proj. Alfred Kramarski, Roman Bandurski, 1911
- ul. św. Bronisławy 17 – willa, proj. Alfred Kramarski, Roman Bandurski, 1912
- ul. św. Bronisławy 18 – secesyjna willa, proj. Roman Bandurski, 1911. Mieszkał w niej prof. Feliks Koneczny
- ul. św. Bronisławy 19 – willa, proj. Roman Bandurski, 1866.
- ul. św. Bronisławy 23–23a – modernistyczna willa Czesława Śmiechowskiego, proj. Ludwik Wojtyczko, 1935
- ul. św. Bronisławy 24 – modernistyczna willa, proj. Henryk Kramkowski, 1933
- ul. św. Bronisławy 26 – modernistyczna willa, proj. Ferdynand Liebling, 1930

Ulica stanowi pierwszy odcinek popularnej trasy spacerowej, wiodącej z Salwatora do Kopca Kościuszki i dalej w kierunku Lasu Wolskiego, do ZOO i na Bielany.

## Źródła
- Praca zbiorowa Encyklopedia Krakowa, wydawca Biblioteka Kraków i Muzeum Krakowa, Kraków 2023, ISBN 978-83-66253-46-9, t. II s. 571
- Elżbieta Supranowicz Nazwy ulic Krakowa, Wydawnictwo Instytutu Języka Polskiego PAN, Kraków 1995, ISBN 83-85579-48-6
- Praca zbiorowa Zabytki Architektury i budownictwa w Polsce. Kraków, Krajowy Ośrodek Badań i Dokumentacji Zabytków Warszawa 2007, ISBN 978-83-9229-8-1 s. 130